# Pedicia laetabilis
Pedicia (Pedicia) laetabilis là một loài ruồi trong họ Pediciidae. Chúng phân bố ở vùng sinh thái Palearctic.